# Slitu
Slitu este o localitate din comuna Eidsberg și Trøgstad, provincia Østfold, Norvegia, cu o suprafață de 0,66 km² și o populație de 710 locuitori (2013).